# Alphabet macédonien
L’alphabet macédonien (Македонска азбука, Makedonska azbuka) est utilisé pour écrire la langue macédonienne et provient de l’alphabet cyrillique. Il a été développé par Krum Tošev, Krume Kepeski et Blaže Koneski, qui se sont fondés sur le travail de Krste Misirkov et l'alphabet de l'écrivain et linguiste serbe  Vuk Karadžić. Cet alphabet a été officiellement adopté par le comité central du Parti communiste macédonien le 3 mai 1945.

## L’alphabet

La forme cursive des lettres de l’alphabet macédonien.

L’alphabet macédonien comporte 31 lettres.
| Capitale | Minuscule | Translittération | Prononciation |
| -------- | --------- | ---------------- | ------------- |
| А        | а         | a                | /a/           |
| Б        | б         | b                | /b/           |
| В        | в         | v                | /v/           |
| Г        | г         | g                | /ɡ/           |
| Д        | д         | d                | /d/           |
| Ѓ        | ѓ         | ǵ                | /ɟ/           |
| Е        | е         | e                | /ɛ/           |
| Ж        | ж         | ž                | /ʒ/           |
| З        | з         | z                | /z/           |
| Ѕ        | ѕ         | dz               | /d͡z/          |
| И        | и         | i                | /i/           |
| Ј        | ј         | j                | /j/           |
| К        | к         | k                | /k/           |
| Л        | л         | l                | /l/           |
| Љ        | љ         | lj               | /ʎ/           |
| М        | м         | m                | /m/           |
| Н        | н         | n                | /n/           |
| Њ        | њ         | nj               | /ɲ/           |
| О        | о         | o                | /ɔ/           |
| П        | п         | p                | /p/           |
| Р        | р         | r                | /r/           |
| С        | с         | s                | /s/           |
| Т        | т         | t                | /t/           |
| Ќ        | ќ         | ḱ                | /c/           |
| У        | у         | u                | /u/           |
| Ф        | ф         | f                | /f/           |
| Х        | х         | h                | /x/           |
| Ц        | ц         | c                | /t͡s/          |
| Ч        | ч         | č                | /t͡ʃ/          |
| Џ        | џ         | dž               | /d͡ʒ/          |
| Ш        | ш         | š                | /ʃ/           |

Ce tableau présente la forme imprimée de l'alphabet macédonien ; l'écriture cursive varie légèrement.

## Lettres spéciales
Le macédonien comporte quelques phonèmes uniques (Ѓ, Ќ, Ѕ) ainsi que des lettres empruntées à l'alphabet cyrillique serbe.

### ЃetЌ
Mirsikov utilisait les combinaisons Г' et К' pour représenter les phonèmes /ɟ/ et /c/. Finalement, Ѓ et Ќ furent adoptés pour l'alphabet macédonien.

### Ѕ
La lettre cyrillique Ѕ (prononcée /d͡z/) est basée sur Dzělo, la huitième lettre de l’alphabet cyrillique archaïque. Les alphabets cyrilliques roumain et russe avaient tous les deux la lettre Ѕ, bien que l'alphabet cyrillique roumain fût abandonné dans les années 1860 et que cette lettre fût supprimée en russe au début du XVIIIe siècle. La lettre cyrillique S n'est pas apparentée à la lettre latine S, malgré leur ressemblance graphique.

### Љ,Њ,ЈetЏ
Les lettres Љ et Њ sont d'origine serbe. Elles apparaissent dans les livres de Misirkov sous les formes Л' et Н', voire comme ЛЬ et НЬ dans des textes plus anciens.
Misirkov utilisait la lettre І là où Ј est aujourd'hui utilisée. Ј et Џ ont été empruntées à l'alphabet cyrillique serbe.

### Lettres accentuées
Les lettres accentuées а̀, ѐ, ѝ, о̀, у̀ ne sont pas considérées comme des lettres à part, mais sont parfois utilisées, notamment dans les ouvrages linguistiques ou lexicographiques, pour indiquer l’intonation dans un mot. Les lettres ѐ et ѝ sont aussi utilisées de manière plus générale dans certains mots qui ont des homographes, pour les différencier les uns des autres (par exemple : сѐ се фаќа, sè se faća, « Ils doivent être tous touchés »).